# Julian Fontana
Julian Fontana (31. července 1810, Varšava – 24. prosince 1869, Paříž) byl polský klavírista a hudební skladatel, přítel Fryderyka Chopina a žák Elsnera na varšavské konzervatoři.

## Životopis
Byl synem Jana Fontany, italského imigranta a Julie Petzoldówé (1784-1847), luteránského vyznání. Účastnil se Listopadového povstání a jako mnoho jiných odešel poté do emigrace do Francie. Koncertoval v New Yorku i Havaně s italským houslistou Sivorim. Ke konci života trpěl psychickými problémy (smrt manželky, finanční potíže) a nakonec spáchal sebevraždu. Je pochován Montmartru v Paříži.

## Dílo
Fontana komponoval "salonní" hudbu, mimo jiné capriccia, nokturna a mazurky. Po smrti Chopina (1849) – na přání skladatele – vydal v letech 1855-1859 mnoho jeho děl, například Fantaisie-Impromptu cis-moll op. 66.
Byl čestným členem Poznaňského spolku přátel vědy.